# Gujarat Lions
A Gujarat Lions (gudzsaráti nyelven: ગુજરાત લાયન્સ, nevének jelentése: gudzsaráti oroszlánok) a legnagyobb indiai Húsz20-as krikettbajnokság, az Indian Premier League egyik résztvevő csapata volt, 2017-es megszűnéséig. Otthona Gudzsarát állam egyik nagyvárosa, Rádzskot, hazai pályája a Szaurástrai Krikettszövetség Stadionja volt. Logójuk barna háttér előtti sárga oroszlánfejet ábrázolt, valamint szintén sárga színnel a klub nevét.
Összesen 2 idényt játszottak le, ez alatt elért legjobb eredményük egy harmadik helyezés (2016-ban, miután az alapszakaszban az első helyen végeztek).

## Története
A Gujarat Lions azért jött létre 2015 végén, mert két korábbi IPL-klubot, a Rajasthan Royalst és a Chennai Super Kingst bundabotrány miatt két évre kizárták a bajnokságból. Emiatt a Lions megalakulásakor is csak egy két évre szóló szerződés keretei közt vásárolta meg őket a tulajdonos, az Intex Technologies, és amikor ez az idő letelt, a Lions meg is szűnt.
Kapitányuknak Szures Rainát nevezték ki, de olyan híres játékosok is játszottak a csapatban, mint például Brendon McCullum, Ravindra Dzsadedzsa, James Faulkner és Dwayne Bravo. A klub edzője Brad Hodge lett.

## Eredményei az IPL-ben
| Év   | Alapszakasz-helyezés | Eredmény a rájátszásban |
| ---- | -------------------- | ----------------------- |
| 2016 | 1. hely              | 3. hely                 |
| 2017 | 7. hely              |                         |